# Sosłan Tomajew
Sosłan Alichanowicz Tomajew (ros. Сослан Алиханович Томаев; ur. 13 maja 1979) – rosyjski zapaśnik, osetyjskiego pochodzenia walczący w stylu wolnym. Zajął 27. miejsce na mistrzostwach świata w 2001. Srebrny medalista mistrzostw Europy w 2001. Mistrz świata juniorów w 1996 i kadetów w 1995. Mistrz Rosji w 2001; drugi w 1997 i trzeci w 2000 roku.